# Segona Guerra del Nord
La Segona Guerra del Nord (1655-1660, també Primera o Petita Guerra del Nord) es va lliurar entre l'Imperi Suec i els seus adversaris de la Confederació de Polònia i Lituània (1655-1660), Rússia (1656-58), Brandenburg-Prússia (1657-1660), la Monarquia dels Habsburg (1657-1660) i Regne de Dinamarca i Noruega (1657-58 i 1658-60). Les Províncies Unides sovint intervingueren contra Suècia.
En 1655, Carles X Gustau de Suècia va envair i va ocupar l'oest de Polònia-Lituània, la meitat oriental de la qual estava ja ocupada per Rússia. El ràpid avanç suec ràpid va arribar a ser conegut a Polònia com el “Diluvi suec”. El Gran Ducat de Lituània es va convertir en un feu suec, els exèrcits regulars polonesolituans es van rendir i el rei polonès Joan II Casimir Vasa va fugir cap als Habsburg. Frederic Guillem I de Brandenburg i el Duc de Prusia inicialment van donar suport al parlament de Prússia reial, però es van aliar amb Suècia a canvi de rebre el Ducat de Prússia com a feu suec. Amb l'explotació dels dolorosos sentiments religiosos de la població catòlica romana sota l'ocupació protestant i l'organització dels caps militars polonesolituans a la Confederació Tyszowce, Joan II Casimir Vasa va aconseguir recuperar terreny en 1656. Rússia va aprofitar el revés suec, va declarar la guerra a Suècia i empenyé envers Lituània i la Livònia Sueca.
Carles X Gustau va concedir llavors a Frederic Guillem la plena sobirania en el Ducat de Prússia a canvi d'ajuda militar, i en el Tractat de Radnot es va aliar amb el monarca transsilvà Jordi Rákóczi II que va envair Polònia-Lituània des del sud-est. Joan II Vasa va trobar un aliat en Leopold I d'Habsburg, els exèrcits del qual creuaren a Polònia-Lituània des del sud-oest. Això va desencadenar la invasió per part de Frederic III de Dinamarca de la part continental de Suècia a la primavera de 1657, en un intent de saldar vells comptes de la Guerra de Torstenson mentre Suècia estava ocupada en un altre lloc. Brandenburg va abandonar l'aliança amb Suècia quan se li va garantir la plena sobirania en el Ducat de Prússia, per part del rei de Polònia, en els tractat de Wehlau-Bromberg.
La guerra de Frederic III a Suècia va donar a Carles X Gustau una raó per abandonar el carreró sense sortida de Polònia-Lituània i lluitar, en lloc d'això, contra Dinamarca. Després de fer marxar el seu exèrcit cap a l'oest i realitzar una perillosa travessa dels estrets congelats en l'hivern de 1657-1658, va sorprendre als no preparat Frederic III a les illes daneses i el va obligar a rendir-se. Al Tractat de Roskilde, Dinamarca va haver d'abandonar totes les províncies daneses en el qual avui és el sud de Suècia. Els aliats anti-suecs mentrestant neutralitzaren l'exèrcit de Transsilvània i les forces poloneses devastaren la Pomerània sueca.
En 1658 Carles X Gustau va decidir que en comptes de tornar a les fortaleses sueques restants de Polònia-Lituània, preferia atacar Dinamarca de nou. Aquesta vegada, Dinamarca va resistir l'atac i els aliats antisuecs perseguiren Carles X Gustau a Jutlàndia i la Pomerània sueca. Al llarg de 1659, Suècia estava defensant els seus bastions a Dinamarca i a la riba sud del Bàltic, mentre els aliats guanyaven poc i es negociava la pau. Quan Carles X Gustau va morir al febrer de 1660, el seu successor es va conformar amb el Tractat d'Oliva amb Polònia-Lituània, els Habsburg i Brandenburg a l'abril i el Tractat de Copenhaguen amb Dinamarca al maig. Suècia va mantenir la major part dels seus guanys de Roskilde, el Ducat de Prússia va esdevenir un estat sobirà, i d'altra banda les parts tornaren en gran part al statu quo ante bellum. Suècia ja havia conclòs una treva amb Rússia en 1658, que va donar pas a una solució definitiva al Tractat de Cardis en 1661.

## Terminologia
A la historiografia alemanya, russa i escandinava, aquests conflictes foren anomenats tradicionalment com a Primera Guerra del Nord El terme "Segona Guerra del Nord", encunyat per la historiografia polonesa (Druga Wojna Północna), ha estat adoptat últimament, i cada cop més, per part de la historiografia en alemany i anglès. Un altre terme ambigu per fer referència a la Segona Guerra del Nord és "Petita Guerra del Nord", que no obstant això pot fer referència també a la guerra de 1741-1743. A Polònia, el terme "El Diluvi" és també ambigu, atès que de vegades es fa servir per a una sèrie més àmplia de guerres contra Suècia, Brandenburg-Prússia, Rússia, Transsilvània i els cosacs.

## Preludi
En 1648, la Pau de Westfàlia havia posat fi a la Guerra dels Trenta Anys, durant la qual l'Imperi suec va sorgir com la nova potència europea al costat de França. A la Guerra de Torstenson, un conflicte de la Guerra dels Trenta Anys, Suècia havia derrotat l'ex gran poder bàltic, Dinamarca. Suècia havia estat en pau amb Rússia des del Tractat de Stolbovo, que havia posat fi a la Guerra d'Íngria en 1617. Suècia havia romàs en un estat de guerra amb la Confederació de Polònia i Lituània des del Guerra suecopolonesa (1626-1629), que es va concloure per treves repetidament renovades (Altmark, Stuhmsdorf).

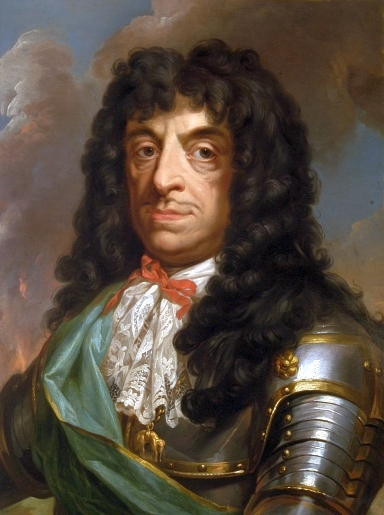
Joan II Casimir Vasa de Polònia

D'altra banda la Confederació, sota el rei Joan II Casimir Vasa des de 1648, va experimentar una crisi resultant tant de la Rebel·lió de Khmelnitski cosaca al sud-est com de la paràlisi de l'administració a causa de la les disputes internes de la noblesa, incloent baralles entre el rei i l'hetman lituà Janusz Radziwiłł i enemistats entre els discordants sejmiks, que havien estat capaços d'aturar les ambicions de cada un amb el liberum veto des 1652. A conseqüència d'això, la Confederació no tenia una defensa suficient.
El gener de 1654, es va concloure l'anti-polonesa aliança de Pereiàslav entre els rebels cosacs de l'hetman Bohdan Khmelnitski i Aleix de Rússia, que controlava un exèrcit ben equipat que a l'hora s'estava modernitzant. En 1654, quan Carles X Gustau va succeir la seva cosina Cristina al tron de Suècia, les forces russes avançaren cap a la desprotegida Confederació i, centrant-se en el nord-est, aquests es van acostar a l'esfera sueca d'interès en la costa bàltica. En veure el gran èxit per part de Rússia, Suècia també va decidir intervenir, entre altres raons, amb l'argument que es tractava de protegir la població protestant a Polònia. En tenir unes relacions estretes amb el Príncep de Transsilvània, Suècia tenia intencions de derrotar la catòlica Polònia. Suècia també va atraure al seu bàndol el puixant hetmanat cosac, el qual es trobava en forta oposició envers el govern polonès i va prometre suport militar si els cosacs trencaven amb els russos.Bohdan Khmelnitski va enviar una expedició encapçalada pel coronel de Kíev a Halitxinà, que aviat li va girar l'esquena a causa d'un motí a les files. El líder de l'Hetmanat no va participar en accions de combat a causa del seu mal estat de salut.
Suècia, en aquest moment un imperi expansionista amb un exèrcit dissenyat per ser mantingut pels ingressos dels territoris ocupats, era conscient que un atac directe al seu principal adversari, Rússia, podria donar lloc a una aliança entre Dinamarca, Polònia i Rússia. A més, Suècia, impedida de formar una aliança suecopolonesa per la negativa de Joan II Casimir de deixar de banda les serves reclamacions envers la corona sueca, i la manca de voluntat de la noblesa polonesolituana per fer les concessions polítiques i territorials que finalment comportaria una aliança amb Suècia, va veure com les negociacions finals de Lübeck durant el mes de febrer de 1655 acabaven sense resultat. Per tant, Suècia va optar per un atac preventiu contra la confederació lituanopolonesa, per tal d'ocupar els seus territoris encara disponibles abans que no ho fessin els russos.

## Campanyes sueques a la Confederació de Polònia i Lituània
Forces sueques van entrar a Polònia-Lituània des la Pomerània Sueca a l'oest, i Livònia al nord. La divisió en el flanc occidental consistia en 13.650 homes i 72 peces d'artilleria, sota les ordres d'Arvid Wittenberg que va entrar a Polònia el 21 de juliol de 1655, i una altra de 12.700 a 15,000 comandada per Carles X Gustau que vingué a continuació durant l'agost, mentre que la divisió en el flanc nord consistia en 7.200 homes, sota les ordres de Magnus de la Gardie, que ja s'havia apoderat de Dünaburg amb ells el 12 de juliol.
Al front occidental, Wittenberg es va oposar mitjançant una lleva polonesa de 13.000 homes i una infanteria camperola addicional de. Conscient de la superioritat militar del ben entrenat exèrcit suec, els nobles de la Gran Polònia es rendiren a Wittenberg el 25 de juliol a la vila d'Ujście després de la batalla d'Ujście, i després va prometre lleialtat aL rei suec. Wittenberg va establir una guarnició a Poznań (Posen).
Al front nord, el príncep Janusz Radziwiłł va signar el Tractat de Kėdainiai amb Suècia el 17 d'agost de 1655, que col·locava el Gran Ducat de Lituània sota protecció sueca. Tot i que Radziwiłł havia estat negociant amb Suècia abans, durant la seva disputa amb el rei polonès, Kėdainiai proporcionà una clàusula que estipulava que les dues parts de la Confederació de Polònia i Lituània no havien de lluitar entre si. Part de l'exèrcit lituà es va oposar al tractat, però, amb la formació d'una confederació liderada pel magnat i hetman lituà Paweł Jan Sapieha a Wierzbołów.
El 24 d'agost, Carles X Gustau es va unir a les forces de Wittenberg. El rei polonès Joan II Casimir Vasa va abandonar Varsòvia el mateix mes per enfrontar-se a l'exèrcit suec a l'oest, però després d'algunes escaramusses amb l'avantguarda sueca es van retirar cap al sud fins a Cracòvia. El 8 de setembre Carles X Gustau va ocupar Varsòvia, i després va girar cap al sud per enfrontar-se al rei polonès en retirada. Els reis es van encontrar a la batalla de Żarnów el 16 de setembre, que igual que el següent encontre a la batalla de Wojnicz el 3 d'octubre es va decidir a favor de Suècia. Joan II Casimir es va exiliar a Silèsia, mentre Cracòvia es lliurava a Carles X Gustau el 19 d'octubre.
El 20 d'octubre, es va ratificar un segon tractat al nord, a Kėdainiai. La Unió de Kėdainiai unificava Lituània amb Suècia, i Radziwiłł reconeixia Carles X Gustau com a Gran Duc de Lituània. Durant els següents dies, la major part de l'exèrcit polonès es van rendir a Suècia : el 26 d'octubre Koniecpolski es rendí amb 5.385 homes prop de Cracòvia, el 28 d'octubre l'hetman Stanisław Lanckoroński i l'hetman Stanisław "Rewera" Potocki es rendiren amb 10.000 homes, i el 31 d'octubre la lleva de Masòvia es rendia després de la Batalla de Nowy Dwór.

## Ocupació de Polònia-Lituània i intervenció de Brandenburg

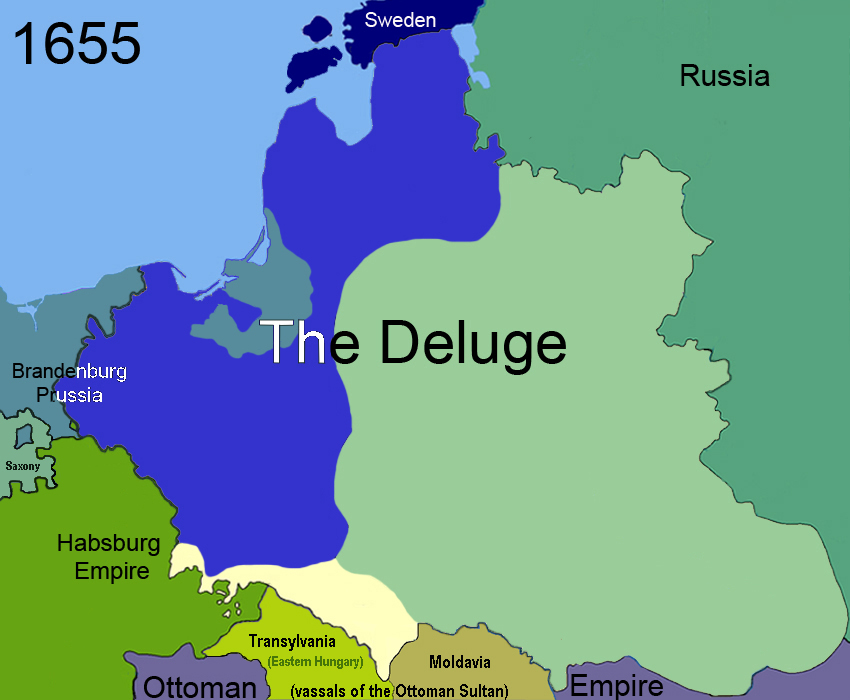
Extensió aproximada de la Confederació de Polònia i Lituània ocupada per Suècia (blau clar) i per Rússia (verd clar)

Mentrestant, les forces russes i cosaques havien ocupat l'est de la Mancomunitat de Polònia-Lituània fins a Lublin, i només Lwow (Lviv, Lemberg) restava sota control polonès-lituà. A finals d'octubre, Carles X Gustau es va dirigir cap al nord i va deixar Wittenberg a Cracòvia amb una força mòbil de 3000 suecs i 2.000 soldats polonesos, i un nombre addicional dispersos en les guarnicions, per controlar la part sud de la república ocupada pels suecs.
Al nord, els nobles de la Prússia reial van concloure una aliança defensiva amb l'Electorat de Brandenburg el 12 de novembre al Tractat de Rinsk, que permetia guarnicions brandenburguianes. Danzig (Gdańsk), Thorn (Toruń) i Elbing (Elblag) no havien participat en el tractat, i Thorn i Elbing es rendiren a Suècia. Al Tractat de Königsberg el 17 de gener de 1656, Frederic Guillem de Brandenburg i el duc de Prússia, van prendre el Ducat de Prússia, un antic feu polonès, com un feu de Carles X Gustau. Les guarnicions de Brandenburg a la Prússia reial es van retirar, i quan Marienburg (Malbork) es va rendir al març, Danzig va seguir sent l'única ciutat que no estava sota el control suec.
La ràpida invasió sueca i l'ocupació dels territoris polonesolituans van esdevenir coneguts a Polònia com a "diluvi suec."

## Recuperació de Polònia-Lituània
El "diluvi" i les diferències religioses entre els suecs principalment protestants i els polonesos principalment catòlics, el que resultà en casos de maltractament i assassinat de clergues i monjos catòlics, així com en casos de saqueig d'esglésies i monestirs catòlics, va donar lloc a alguns moviments partisans en el territori ocupat pels suecs. Una força de guerrilla va atacar una petita guarnició sueca a Kościan a l'octubre de 1655 i va matar Frederic de Hessen Eschwege, cunyat del rei suec. El monestir paulí de Jasna Góra de Częstochowa va resistir amb èxit un setge suec al llarg de novembre de 1655 el gener de 1656. El 20 de novembre es va publicar un manifest a Opole (Oppeln) que feia una crida a la resistència pública i al retorn de Joan II Casimir, i al desembre una força camperola va prendre Nowy Sącz. El 29 de desembre, es va constituir la partisana Confederació de Tyszowce per la participació de Lanckoronski i Potocki, i l'1 gener de 1656 Joan II Casimir va tornar de l'exili. Més tard, al gener, se li unia Stefan Czarniecki, i al febrer més soldats més polonesos que estaven a servei dels suecs des de l'octubre de 1655, havien canviat de bàndol a favor de la confederació.
Carles X Gustau, amb una força de 11.000 cavalls, va reaccionar mitjançant l'aplicació de la força dels 2.400 homes de Czarniecki, s'hi va confrontar i el va derrotar en la batalla de Gołąb al febrer de 1656. Carles X Gustau llavors tenia la intenció de prendre Lvov, però el seu avanç va ser detingut a la batalla de Zamość, quan fou gairebé envoltat pels creixents exèrcits polonesolituans sota les ordres Sapieha i Czarniecki, i tot just va escapar el 5 i 6 d'abril escolant-se a través de línies de Sapieha durant la batalla de Sandomierz a costa de la seva artilleria i bagatges. Una força de relleu sueca comandada per Frederic VI de Baden-Durlach va ser destruïda per Czarniecki el 7 d'abril a la batalla de Warka. En el mateix mes, Joan II Casimir amb el Jurament de Lwów proclamà la Verge Maria reina de Polònia, i es va comprometre a aixecar les càrregues infligides sobre els pagesos si recuperava el control.

## Aliança de Brandenburg i Suècia i guerra de Rússia a Suècia
El 25 de juny 1656, Carles X Gustau va signar una aliança amb Brandenburg: el Tractat de Marienburg concedia la Gran Polònia a Frederic Guillem a canvi d'ajuda militar. Si bé l'Elector de Brandenburg estava lliure del vassallatge suec a la Gran Polònia, seguia sent un vassall suec per al Ducat de Prússia. Les guarnicions de Brandenburg després reemplaçaren les sueques a la Gran Polònia, i aquestes anaren a reforçar l'exèrcit de Carles X Gustau. El 29 de juny, però, Varsòvia va ser assaltada per Joan II Casimir Vasa, que havia disposat enfront Carles X Gustau una força de 28.500 soldats regulars i un lleva noble de 18.000 a 20.000 homes. Llavors, Brandenburg va participar activament en la guerra del costat suec, el que va portar Joan II Casimir Vasa a afirmar que mentre els seus tàrtars ja tinguessin els suecs per esmorzar, ara posaria Frederic Guillem sota custòdia, on ni el sol ni la lluna brillessin.
Ja al maig de 1656, Aleix de Rússia havia declarat la guerra a Suècia, aprofitant que Carles tenia obligacions a Polònia i Livònia, i Estònia i Íngria estaven defensades només per un exèrcit livonià de 2.200 soldats d'infanteria i 400 dragons, 7.000 homes de Magnus de la Gardie a Prússia, i 6.933 homes dispersos en les guarnicions al llarg de la costa del Bàltic oriental. Aleix va envair Livònia al juliol amb 35.000 homes i va prendre Dünaburg.

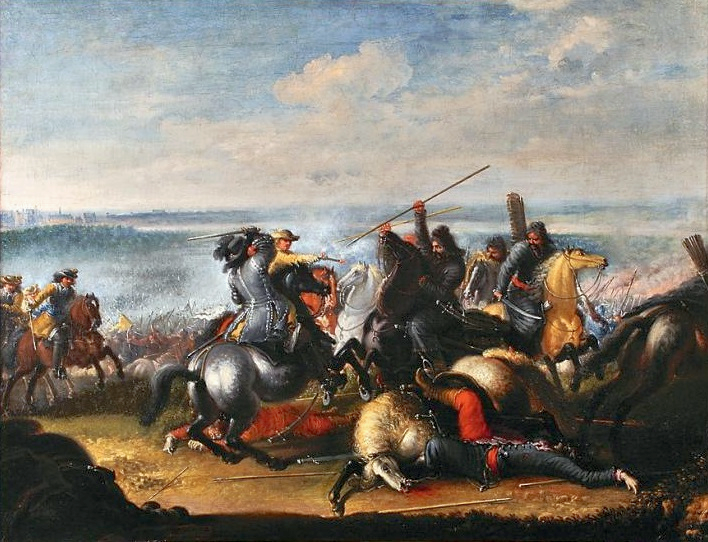
Batalla de Varsòvia

A finals de juliol, Danzig va ser reforçada per una guarnició holandesa, i una flota danesa i holandesa combinada va trencar el bloqueig naval imposat sobre Danzig per Carles X Gustau. Els dies 28-30 de juliol, un exèrcit combinat de Brandemburg i Suècia va ser capaç de derrotar l'exèrcit polonès-lituà a la batalla de Varsòvia, la qual cosa va obligar Joan II Casimir a retirar-se a Lublin. L'agost, l'exèrcit d'Aleix va prendre la ciutat livoniana de Kokenhausen (Koknese), va posar setge a Riga i Dorpat (Tartu) i va fer incursions a Estònia, Íngria i Kexholm.
El 4 d'octubre, Joan II Casimir van irrompre a Łęczyca, a la Gran Polònia abans de dirigir-se a la Prússia Reial, i el 8 d'octubre, Wincenty Korwin Gosiewski amb 12.000-13.000 homes de la cavalleria lituana i tàrtars de Crimea va envair una força de brandenburgiana i sueca a la batalla de Prostken en la Prússia Ducal. Gosiewski llavors va assolar la Prússia ducal, i va cremar 13 ciutats i 250 pobles, en una campanya que va entrar al folklore, causa de l'alt nombre de morts i l'elevat nombre de captius deportats a Crimea.
El 22 d'octubre Gosiewski va ser derrotat per les forces sueques a la batalla de Filipów i se'n va tornar a Lituània. També el 22 d'octubre, l'assetjada Dorpat es va rendir a Aleix, mentre s'aixecava el setge rus sobre la ciutat de Riga Joan II Casimir per la seva banda va prendre Bromberg (Bydgoszcz) i Konitz a la Prússia Reial, i des del 15 novembre de 1656 fins al febrer de 1657 va romandre a Danzig, on es va haver d'aixecar un setge suec a causa de la intervenció holandesa, a 55 quilòmetres de distància dels quarters de Carles X Gustau a Elbing.

## Aliança de Suècia, Brandenburg, Transsilvània, Romania i treves amb Rússia

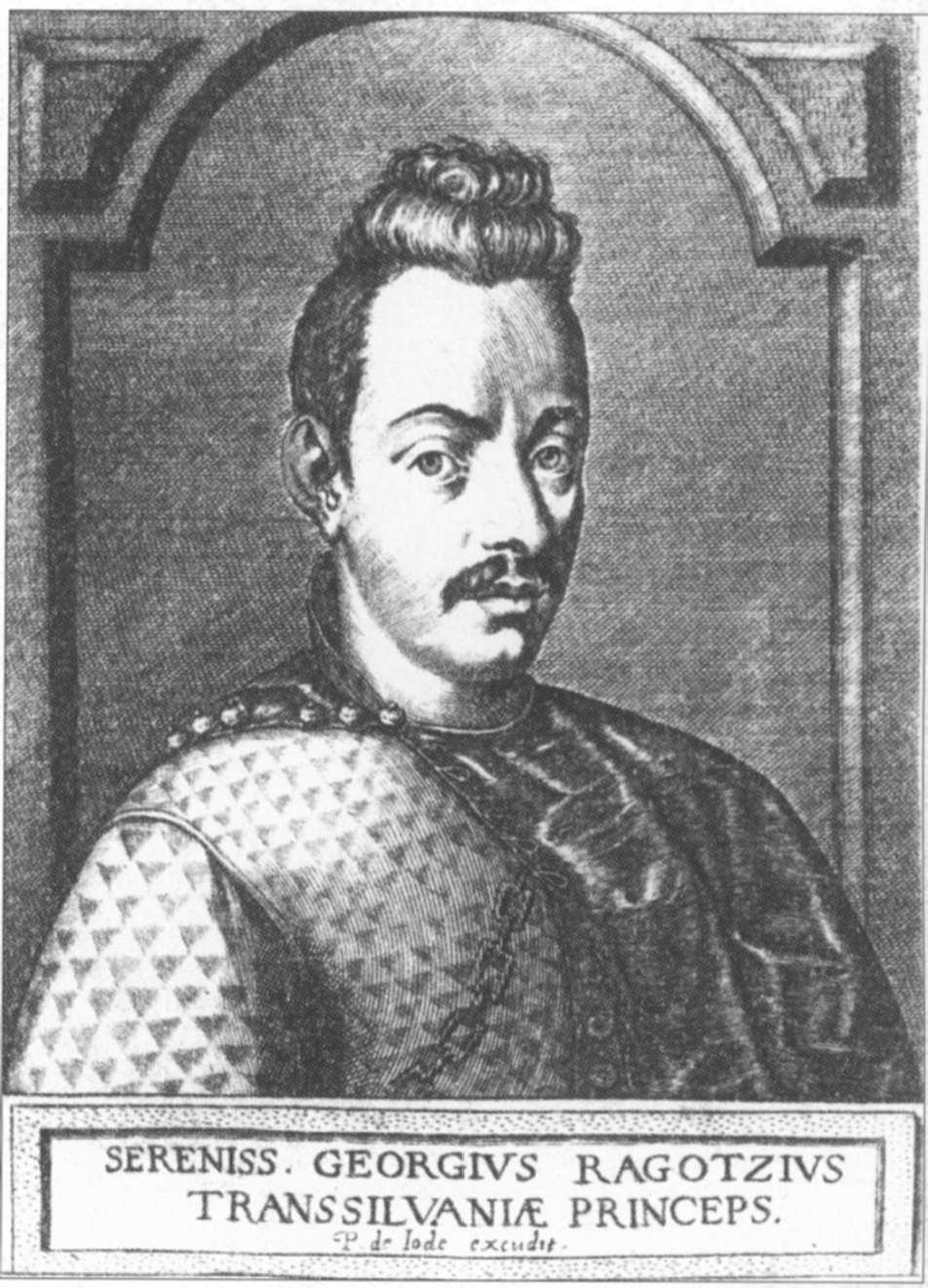
Jordi Rákóczi II

Al Tractat de Labiau el 20 de novembre, Carles X Gustau de Suècia va concedir a Frederic Guillem de Brandenburg la completa sobirania en el Ducat de Prússia i al seu torn d'una participació més activa en la guerra. En el Tractat de Radnot el 6 de desembre, Carles X Gustau es va comprometre a acceptar Jordi Rákóczi II de Transsilvània com a rei de Polònia i Gran Duc de Lituània, a canvi de la seva entrada en la guerra. Rákóczi va entrar a la guerra el gener de 1657, i es va endinsar a la Confederació amb una força de 25.000 homes de Transsilvània-Valàquia-Moldàvia i 20.000 cosacs que van trencar el setge de Cracòvia polonès abans de trobar-se amb Carles X Gustau, que havia dirigit un exèrcit suec-brandenburguès cap al sud. El mes següent va contemplar com les forces de Suècia, Brandenburg, Transsilvània, Romania i els cosacs jugaven al gat i la rata amb les forces polonesolituanes, movent-se per tota la confederació sense compromisos principals, a excepció de la captura de Brest per Carles X Gustau al maig, i el saqueig de Varsòvia per Rákóczi i Gustaf Otto Stenbock el 17 de juny.
A causa dels conflictes interns dins dels cosacs pràcticament no hi va haver participació de l'Hetmanat cosac en aquesta guerra. Desgastat de campanyes anteriors i sol·licitant a Bohdan Khmelnitski que trenqués amb Suècia, Aleix de Rússia finalment va signar la Treva de Vílnius o Niemież amb la Mancomunitat de Polònia-Lituània, i l'exèrcit suec no va participar en cap batalla important al llarg de 1657, tot i que encara reforçà els seus exèrcits a Livònia. El 18 de juny, un grup suec va derrotar un exèrcit rus de 8.000 homes comandat per Matvei V. Xeremétev al Batalla de Walk a Walk (Valga). A principis de 1658, Suècia i Rússia van acordar una treva, el que resulta en el Tractat de Valiesar (Vallisaare, 1658) i el Tractat de Kardis (Karde, 1661). La guerra de Rússia amb Polònia-Lituània d'altra banda es va reprendre en 1658.

## Aliança d'Àustria, Brandenburg i Polònia, campanya danesa a Suècia

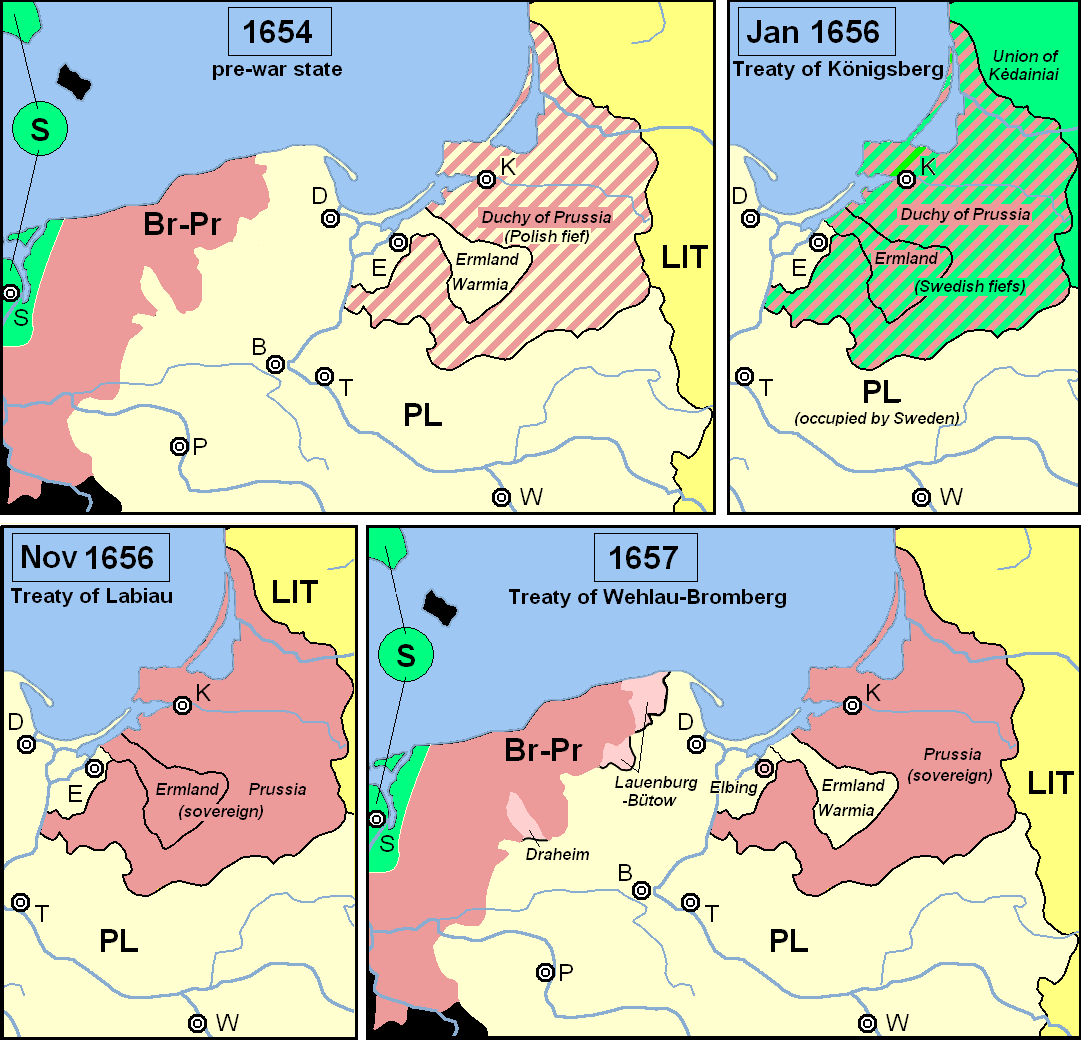
Canvis territorials després del Tractat de Wehlau-Bromberg, en comparació amb la situació anterior a la guerra (1654) i els tractats de Königsberg (gener de 1656) i Labiau (novembre de 1656)

Igual que Suècia, Joan II Casimir també estava buscant aliats per trencar el punt mort de la guerra. L'1 de desembre de 1656 va signar una aliança amb Ferran III d'Habsburg a Viena, essencialment una declaració de Ferran III de la intenció de fer de mitjancer en la pau en comptes de proporcionar ajuda militar, que no va entrar en vigor fins a la mort de Ferran el 2 d'abril de 1657. No obstant això, el tractat va ser renovat i modificat el 27 de maig pel successor de Ferran Leopold I d'Habsburg, que a Viena estava d'acord a proporcionar 12.000 soldats a Joan II Casimir, mantingudes a costa de Polònia; a canvi, Leopold va rebre Cracòvia i Posen en penyora. En rebre la notícia, Frederic III de Dinamarca va declarar promptament la guerra a Suècia, i al juny l'exèrcit austríac va entrar a la Confederació lituanopolonesa des del sud, fet que estabilitzà immediatament la situació al sud de Polònia, mentre que Dinamarca va atacar el territori suec de Bremen-Verden i es va girar envers envers Jämtland i Västergötland al juliol.
Quan Carles X Gustau va abandonar la Confederació i es va dirigir cap a l'oest per un contraatac antidanès, l'aliança sueco-brandenburgesa-transsilvana es va desintegrar. Rákóczi de Transilvania va ser incapaç de suportar les forces austríaques i polonesolituanes combinades sense el suport de Suècia, i després d'una persecució a Ucraïna va ser envoltat i va obligar a capitular, amb la resta de l'exèrcit de Transsilvània derrotat pels tàrtars.
Brandenburg va canviar de bàndol a canvi de la retirada polonesa de reclamacions envers la Prússia Ducal, i declarà Frederic Guillem com a únic sobirà en el ducat amb els tractats de Wehlau el 19 de setembre i el de Bromberg el 6 de novembre. A més, els tractats esmentats asseguraven a Brandenburg la Terra de Lauenburg i Bütow a la frontera de la Pomerània brandenburguesa, mentre que el Bisbat d'Ermeland va ser retornat a Polònia.

## Dinamarca i Pomerània

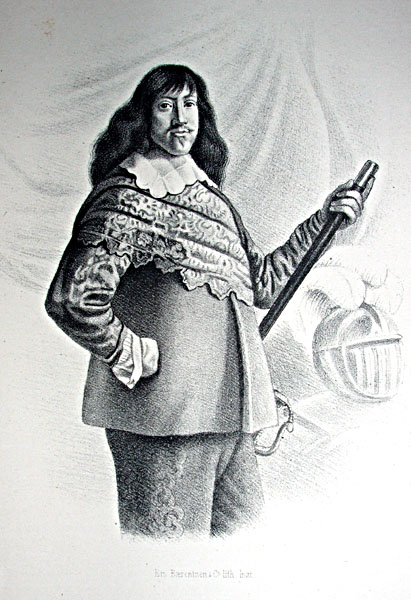
Frederic III de Dinamarca

L'atac de Frederic III de Dinamarca al juny de 1657, dirigit a la recuperació dels territoris perduts en 1645, proporcionà una oportunitat perquè Carles X Gustau abandonés el desafortunat camp de batalla polonesoltuà. Amb 9.950 cavalls i 2.800 homes d'infanteria, va marxar a través de Pomerània i Mecklenburg. A Holstein, la força sueca es va dividir amb Carl Gustaf Wrangel en direcció oest per aclarir Bremen-Verden i Carles X Gustau cap al nord per aclarir Jutlàndia. Quan es van assolir aquests objectius, Carles X Gustau al setembre es va traslladar al port suec de Wismar i va involucrar la seva flota en la no concloent Batalla de Møn.
Mentrestant, les forces poloneses encapçalades pel general Stefan Czarniecki devastaven el sud de la Pomerània sueca, i van destruir i saquejar Pasewalk, Gartz i Penkun. els aliats dels Habsburg i Brandenburg, emperò, eren reticents a unir-se a Czarniecki, i en contra dels desitjos de Joan II Casimir decidiren, per contra, de portar la guerra al Sacre Imperi Romanogermànic, en témer l'inici d'una nova Guerra dels Trenta Anys.

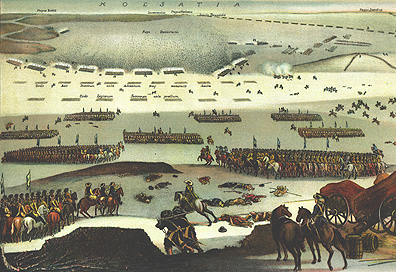
Marxa a través dels Belts

El dur hivern de 1657-1658 havia obligat la flota danonoruega a romandre a port, i el Gran i el Petit Belt que separen les illes daneses de la part continental es van congelar. Després d'entrar a Jutlàndia al sud, un exèrcit suec de 7.000 veterans va emprendre la marxa a través dels Belts; el 9 de febrer de 1658, el Petit Belt es va creuar i l'illa Fiònia (Fyn) es va capturar als pocs dies, i poc després Langeland, Lolland i Falster. El 25 de febrer, l'exèrcit suec va continuar a través del Gran Belt fins a Sjælland amb la capital danesa Copenhaguen. Tot i que només 5.000 homes van aconseguir obrir-se pas a través dels Belts, l'atac suec va ser completament inesperat; Frederic III es va veure obligat a rendir-se i signar el desavantatjós Tractat de Roskilde el 26 de febrer de 1658.
Suècia havia aconseguit la seva victòria més prestigiosa, i Dinamarca havia patit la seva derrota més costosa. Dinamarca es va veure obligada a cedir les províncies d'Escània, Halland, Blekinge i l'illa de Bornholm. Halland ja havia estat sota el control de Suècia des de la signatura del Tractat de Brömsebro en 1645, però ara va esdevenir territori suec indefinidament. Dinamarca també va haver de lliurar la província noruega de Trøndelag a Suècia.
No obstant això, el territori que els suecs mantenien a Polònia s'havia reduït a alguns pobles de la Prússia reial, sobretot Elbing, Marienburg i Thorn. Amb Transsilvània neutralitzada i Brandenburg desertat, la posició de Carles X Gustau a la regió no era prou forta com per forçar el seu objectiu declarat, el guany permanent de la Prússia reial. I es va veure encara més pressionat, militarment parlant, quan un exèrcit austropolonès va assetjar Thorn al juliol de 1658, i diplomàticament, quan va ser empès per França a assentar-se. França estava disposada a intervenir militarment, i Suècia no es podia permetre el luxe de violar la Pau de Westfàlia atacant les possessions dels Habsburg i Brandenburg al Sacre Imperi Romanogermànic, el que probablement hauria conduït diversos alemanys a l'aliança antisueca. Així, Carles X Gustau va optar per atacar Dinamarca de nou.

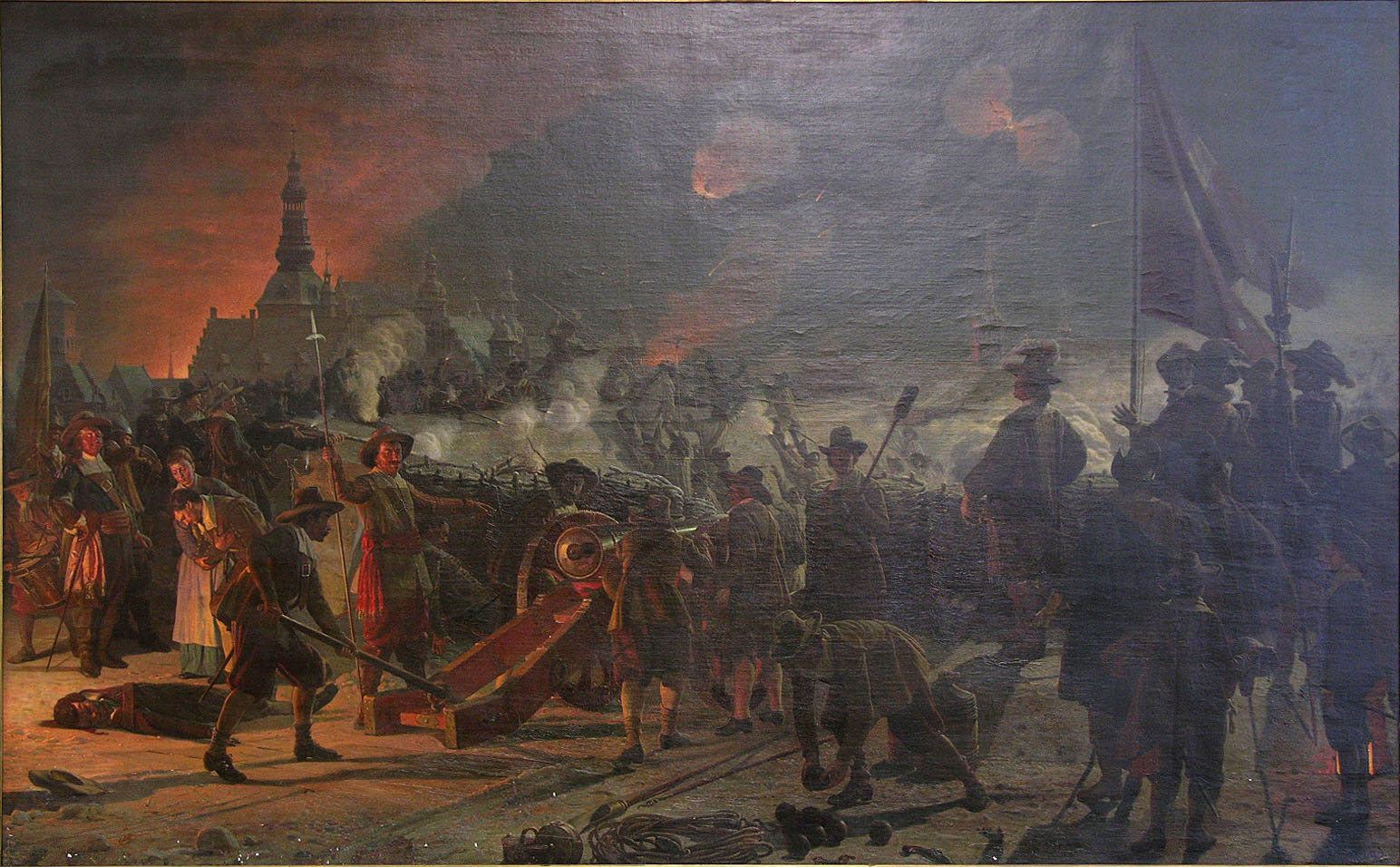
Assalt a Copenhaguen (1659) durant el setge 1658-1659

Quan els danesos es va estancar i va perllongar el compliment d'algunes disposicions del Tractat de Roskilde retardant alguns pagaments i no bloquejant l'accés de les flotes estrangeres al Mar Bàltic, i amb la deserció de la meitat dels 2.000 soldats danesos, obligats per Roskilde a entrar al servei de Suècia, el rei suec es va embarcar des de Kiel amb una força de 10.000 homes el 16 d'agost. Mentre tothom esperava que es dirigís a la Prússia reial, va desembarcar a Sjælland el 17 d'agost, i es va dirigir a Copenhaguen, que va ser defensada per 10.650 danesos i 2.000 holandesos. Aquest cop però, la ciutat no es va rendir, i es va produir un llarg setge. Quan les forces sueques van prendre Kronborg al setembre, controlaven ambdós extrems de l'Øresund, però, al novembre una flota holandesa va trencar el bloqueig naval suec de Copenhaguen a la batalla de l'Øresund.
Mentrestant, l'aliança antisueca havia desplegat un exèrcit cap a Dinamarca, per enfrontar-se a Carles X Gustau amb una força de 14,500 brandenburgesos comandada per Frederic Guillem, 10,600 austríacs comandats per Raimondo Montecuccoli, i 4,500 polonesos comandats per Czarniecki. Al gener del 1659, les forces aliades s'estaven a Fredriksodde, Kolding i Als. Carles X Gustau llavors va intentar un assalt decisiu sobre Copenhaguen els dies 21 i 22 de febrer, però aquest fou repel·lit.

## Suècia atrinxerada

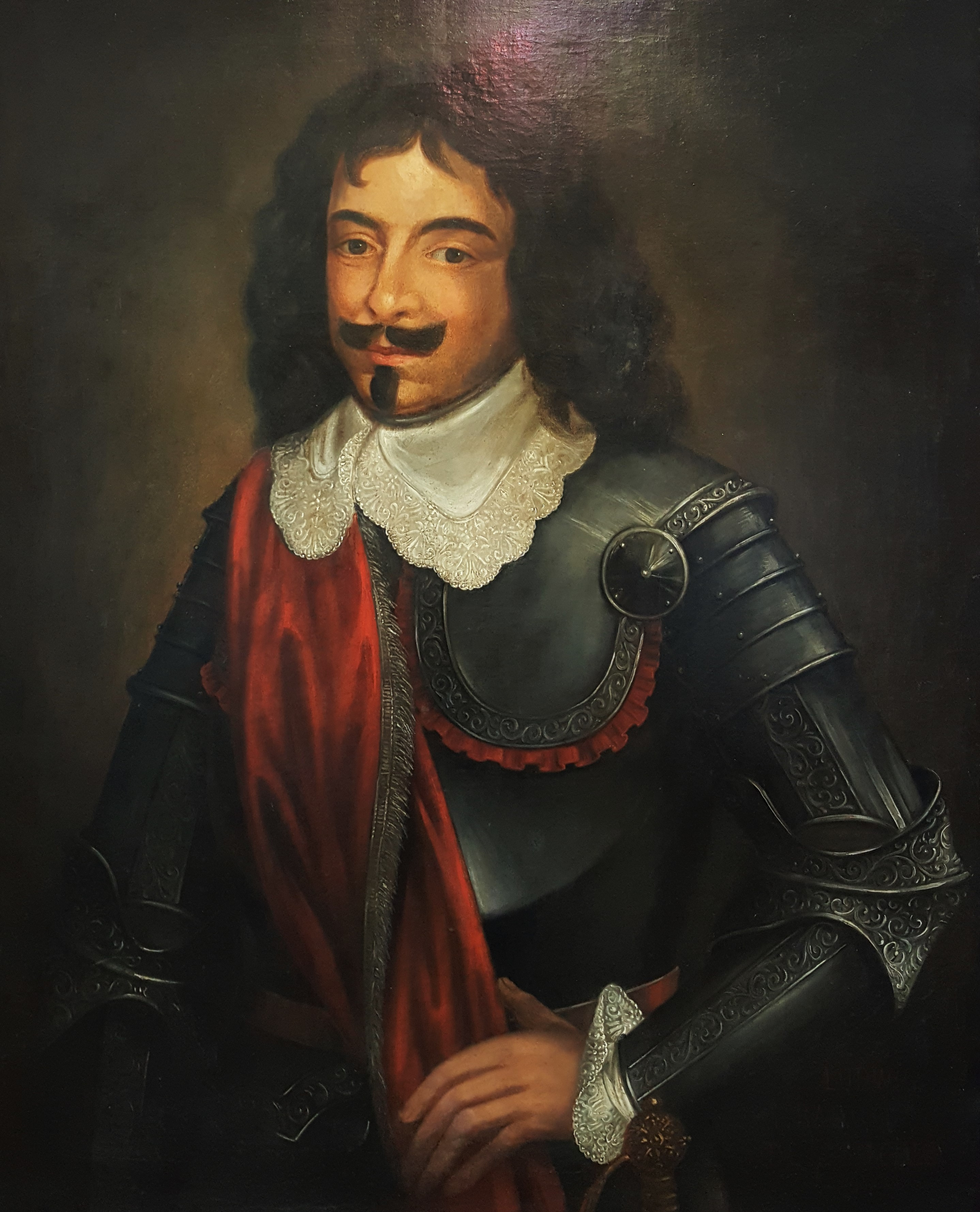
Jean-Louis Raduit de Souches

En 1659, la guerra es va caracteritzar per les forces sueques defensant els seus bastions a la costa bàltica sud contra els atacs aliats. Una força combinada de 17.000 austríacs i 13.000 brandenburguesos comandada pel general Jean-Louis Raduit de Souches, va envair la Pomerània sueca, va prendre i va cremar Greifenhagen, va prendre l'illa de Wollin i Damm, assetjà Stettin i Greifswald sense èxit, però va prendre Demmin el 9 de novembre. Els Contraatacs van ser organitzats pel general Müller von der Lühnen, que va aixecar el setge establert a Greifswald pel príncep elector de Brandenburg i el general de divisió Paul Würtz, que des l'assetjada Stettin aconseguí capturar el dipòsit de municions brandenburgués a Curau i prengué Stralsund. Els brandenburguesos es retiraren, devastant el camp durant la seva retirada.
A les províncies daneses ocupades i annexionades, els moviments guerrillers van pressionar les guarnicions sueques. Després d'un aixecament, els noruecs van prendre Trondheim a la fi de 1658. A Escània i Sjælland, els "snapphane" dirigits per Lorenz Tüxen i Svend Poulsen ("'Gøngehøvdingen'") van emboscar les forces sueques. La guarnició sueca de Bornholm es va veure obligada a rendir-se als insurgents de Dinamarca, amb el seu comandant mort.
A la Prússia reial (Pomerània Oriental a la Polònia contemporània), Thorn havia caigut ja al desembre de 1658, però Elbing i Marienwerder resistien. El 24 de novembre, Suècia va haver d'abandonar Fiònia i Langeland després de la derrota a la batalla de Nyborg. El gener de 1660, Suècia va perdre la fortalesa livoniana de Mitau.
Mentrestant, van sorgir conflictes dins de l'aliança antisueca entre els Habsburg i Polònia-Lituània, quan els Habsburg van exigir cada cop més contribucions mentre no es feien palesos els esforços de guerra que Polònia-Lituània havia esperat. Amb la Guerra russopolonesa en curs, la majoria de les forces polonesolituanes es van consolidar a Ucraïna. Anglaterra, França i les Províncies Unides havien acordat en una petició al Primer Acord de l'Haia, d'instar Suècia a fer les paus amb Dinamarca, en els termes de Roskilde, i les converses de pau, amb la mediació de França, varen tenir lloc al llarg de 1659.

## Pau
Carles X Gustau va caure malalt a principis de 1660 i va morir el 23 de febrer d'aquest any. Amb la seva mort, un dels principals obstacles per a la pau havia marxat i el Tractat d'Oliva es va signar el 23 d'abril. Suècia va ser acceptada com a sobirana a la Livònia sueca, Brandenburg va ser acceptat com a sobirà a la Ducal Prússia, i Joan II Casimir Vasa retirà les seves pretensions al tron de Suècia, tot i retenir el títol de per vida. Tots els territoris ocupats van ser restaurats als seus sobirans abans de la guerra.
No obstant això, Dinamarca no estava interessada en la pau després dels seus recents èxits i ser testimoni de la debilitat dels esforços de Suècia. Els Països Baixos van retirar el seu bloqueig, però aviat van ser convençuts per Dinamarca perquè li donessin suport de nou. França i Anglaterra van intervenir per Suècia i la situació trontollà de nou, a la vora d'un conflicte major. No obstant això, l'estadista danès Hannibal Sehested va negociar un tractat de pau sense la intervenció directa de les potències estrangeres. El conflicte es va resoldre amb el Tractat de Copenhaguen (1660). Suècia va tornar Bornholm i Trøndelag a Dinamarca. El tractat de 1660 va establir les fronteres polítiques entre Dinamarca, Suècia i Noruega, que han perdurat fins als nostres dies, i ha assegurat el dominium maris baltici suec.
Rússia, que estava ocupada en la guerra russopolonesa (1654-1667), va resoldre la seva disputa amb Suècia al Tractat de Kardis, que va restaurar el territori suec ocupat pels russos a Suècia.

### Llista de tractats de pau
- Tractat de Königsberg: Suècia i Brandenburg-Prússia (1656, substituït per Bromberg i Oliva)
- Tractat de Wehlau-Bromberg: Brandenburg-Prússia i Polònia-Lituània
- Tractat de Roskilde: Suècia i Dinamarca (1658, reemplaçat per Copenhaguen)
- Tractat d'Oliwa: Suècia i Brandenburg-Prússia, Àustria i Polònia-Lituània (1660)[40]
- Tractat de Copenhaguen: Suècia i Dinamarca (1660)
- Tractat de Kärde: Suècia i Rússia (1661)